# Bramatherium
Bramatherium – wymarły rodzaj ssaków z rodziny żyrafowatych, występujący w Azji od Indii po Turcję. Jest bliskim krewnym Sivatherium.

## Nazwa
Nazwa rodzajowa wywodzi się od Brahmy, boga stworzyciela w hinduizmie. Oznacza więc „bestię Brahmy”.

## Opis
Przypominało Sivatherium lub silnie zbudowane okapi. Posiadało 5 rożków na głowie. Przednia para była dość duża i przypominała prawdziwe rogi, natomiast tylna wiele mniejsza, podobna raczej do guzów.

## Gatunki
- B. perimense Falconer 1845 (typowy)
- B. progressus
- B. giganteus (Khan & Sarwar 2002)
- B. megacephalum (Lydekker, 1876)
- B. grande (Lydekker, 1880)
- B. magnum (Pilgrim, 1910)
- B. suchovi Godina, 1977